# Chromatomyia spenceriana
Chromatomyia spenceriana är en tvåvingeart som beskrevs av Griffiths 1980. Chromatomyia spenceriana ingår i släktet Chromatomyia och familjen minerarflugor.
Artens utbredningsområde är Sverige. Arten är reproducerande i Sverige. Inga underarter finns listade i Catalogue of Life.